# Cecilio Lastra
Cecilio «Uco» Lastra González (Monte, Santander, Cantabria, 12 de agosto de 1951) es un exboxeador español que llegó a conquistar el título mundial de la Asociación Mundial de Boxeo. Fue el séptimo del país en conquistarlo tras Baltasar Belenguer, José Legrá, Pedro Carrasco, Perico Fernández, Pepe Durán y Miguel Velázquez.
Vivió la última gran rivalidad del boxeo español, a principios de los años 1930 fueron los pesados Paulino Uzcudun e Ignacio Gastañaga, que nunca llegaron a enfrentarse. En los años 1950 fueron los gallos Luis Romero y Luis de Santiago, que se enfrentaron en varias ocasiones. En los años 1970 fueron los ligeros Pedro Carrasco y Miguel Velázquez, y en los años 1980 la rivalidad se desarrolló entre Roberto Castañón y Lastra.

## Trayectoria

### Inicios
Comenzó a boxear con sus hermanos Pepe y Toño en un gimnasio de Cueto con los hermanos Diego Carrera. Convenció al entrenador para lo que incluyese en el equipo que iba a participar en el Trofeo José Ungidos, aunque no tenía la edad reglamentaria. A los trece años ya llamaba la atención de los técnicos y debutó como boxeador aficionado (aparte del trofeo anteriormente citado) el 14 de agosto de 1969 contra Sebas, al que ganó antes del tercer asalto. Poco después fue a los campeonatos provinciales de Castilla la Vieja, donde fue derrotado por Charcán en una decisión controvertida a favor de púgil local. Realizó el servicio militar en Bilbao, donde participó en combates no oficiales; llegó a pelear hasta en cuatro ocasiones en una semana, por lo que en su palmarés faltan combates. Poco después ganó los IV Juegos de la Juventud en Córdoba, y el Trofeo Costa del Sol. En 1974, en el Campeonato de España en La Coruña llegó a la final contra el catalán León, pero nuevamente hubo una controvertida decisión, y perdió a los puntos. Tuvo un récord de aficionado de 121 combates, con 101 victorias, 12 derrotas y 8 nulos, siendo internacional en 14 ocasiones. Debutó como profesional el 20 de diciembre de 1975 en el pabellón de los Escolapios, en Santander, frente a Juan Barros, que no había ganado ninguno de sus veinte combates anteriores, siendo su mejor resultado dos combates nulos. Ganó su primer combate por puntos en seis asaltos. Tras esa victoria ganó once combates más, entre ellos seis en el primer asalto, todos ellos en Santander o en Bilbao. Sin embargo, en su decimotercer combate perdió ante Carlos Hernández, futuro campeón de Europa de los pesos ligeros y superligeros, a los puntos en ocho asaltos, en Madrid el 3 de septiembre de 1976. Su siguiente combate fue contra Ramón García Marichal, veterano boxeador que había sido campeón nacional y que intentó en su combate anterior la conquista del título europeo ante Roland Cazeaux, pero que terminó en empate. Lastra le noqueó en seis asaltos, el 18 de septiembre.

### Título nacional
Tras esta victoria venció en sus siguientes siete combates, hasta que el 12 de marzo de 1977 se enfrentó a Isidoro Cabezas por el título nacional del peso pluma. El combate se realizó, como era habitual, en Santander y ganó a los puntos en doce asaltos, convirtiéndose en campeón de España. Tras esta victoria realizó tres combates victoriosos sin poner su cetro en juego, ante Joseph Tabla, Hugo Carrizo y Rodolfo Sánchez, excampeón de Europa, al que venció a los puntos en ocho asaltos.
En julio se rumoreó que iba a pelear por el título europeo ante Nino Jiménez, incluso se le nombró aspirante oficial, pero finalmente dicho combate no se celebró debido a su derrota el 20 de agosto de 1977 en su primera defensa del título nacional, frente a Roberto Castañón, el que iba a ser el gran rival de su carrera deportiva. Castañón quiso retirarse durante el combate, pero finalmente ganó por nocaut técnico en once asaltos y le arrebató la corona nacional de los pesos pluma, junto con la posibilidad de disputar el título continental, a pesar de que le habían prometido mantener el aspirantazgo. El mes siguiente peleó ante Antonio Medina Rodríguez, al que ganó a los puntos en ocho asaltos.

### Título mundial
Manuel Massó era el campeón de Europa y Castañón de España, sin embargo ambos declinaron la oferta del campeón del Mundo de la Asociación Mundial de Boxeo, el panameño Rafael Ortega para disputar el título. A Lastra también se le ofreció, y el promotor Martín Berrocal consiguió que el campeón fuese a Cantabria para la disputa del combate. No estaba entre los diez primeros de la clasificación mundial, pero en la última lista apareció el décimo, para poder disputar el título. El combate se celebró en el Recinto Ferial de Torrelavega, sin problemas con el pesaje, con cabida para 8000 espectadores y con precios de las entradas entre 600 y 4000 pesetas. El árbitro fue Jesús de Celis y durante la rueda de prensa Ortega dijo: "¡Vaya pequeñajo!" y "Volveré con el título, seguro" a lo que Lastra respondió: "Lo siento, pero voy a romperte. El título se queda aquí, en La Montaña". Lastra ganó el título mundial a Ortega por decisión en quince asaltos ante 6500 espectadores. El juez español puntuó 149-138, el panameño 143-140 y el árbitro 147-133, todos para Lastra.
Tras el combate se rumoreó que iba a pelear ante el francés Michel Lefebvre y ante el estadounidense Sean O'Grady, pero finalmente no se celebraron ninguno de los dos combates. Sin embargo, y por vez primera en la historia del «ranking» de la Asociación Mundial de Boxeo, un español fue elegido «púgil del mes», además de ser nombrado junto a Severiano Ballesteros, "mejor deportista santanderino de 1977".

### Pérdida del título
Unos meses después, llegó a Panamá para realizar su primera defensa mundialista ante Eusebio Pedroza y declaró: "No sé cómo. No lo conozco, ni siquiera le he visto por televisión. Solo sé que voy a ganarle". Sin embargo, hubo bastantes problemas para firmar el combate, se anunció que se celebraría en España, después el boxeador se volvió a España y se publicó que había bastantes problemas para su celebración. Años después afirmó que su promotor Martín Berrocal no quiso admitir la oferta de 10 000 dólares para combatir en España. Lastra declaró que Pedroza le había dicho que le iba a matar y que se llevaría una bolsa de 2,8 millones de pesetas por 1 millón que se llevaría el panameño. Finalmente, el 15 de abril de 1978, en Panamá, realizó su primera defensa ante Pedroza, cuyo récord no parecía manifestar que fuese un gran boxeador, pues llevaba 3 derrotas por nocaut en 20 combates. Por desgracia para el púgil español el récord era bastante engañoso, no solo ganó a Lastra por nocaut técnico en trece asaltos, sino que realizó una veintena de defensas más. Lastra lo derribó en el octavo y duodécimo asaltos, y perdió tras parar el árbitro el combate por una lesión en su ojo.

### Segundo título nacional
Tras este contratiempo volvió a ganar tres combates consecutivos, hasta que fue nuevamente derrotado, en esta ocasión por Rodolfo Sánchez a los puntos en ocho asaltos, en un combate de revancha. No obstante, en su siguiente combate tuvo la oportunidad de disputar el título nacional ante Mariano Rodríguez, al que ganó fácilmente el 17 de febrero de 1979 por nocaut técnico en cinco asaltos. Poco después viajó hasta la Polinesia Francesa para pelear ante Maurice Apeang, ante el que perdió tras suspenderse el combate por una herida de Lastra en el cuarto asalto.
En sus siguientes seis combates no peleó por ningún título, y exceptuando un empate tras ocho asaltos ante Samuel Meck en Madrid, el resto los ganó en Santander. En la clasificaciones de 1979 de la Asociación Mundial de Boxeo se mantuvo entre los diez primeros, exactamente en el quinto lugar en abril, en el cuarto en junio y en el tercero en julio. En ese momento, Victoriano Diego, su entrenador desde categoría aficionado, fue sancionado por la Federación Española de Boxeo durante 4 años y medio, supuestamente por agredir a un árbitro. El 29 de septiembre de 1979, en la plaza de toros de Santander se enfrentó al leonés Roberto Castañón con el título de Europa en juego, y fue derrotado a los puntos tras 12 asaltos.
Tras esta derrota, se negociaron varios combates, pero tras varios aplazamientos no fue hasta abril cuando peleó ante Laurent Grimbert, al que ganó por abandono en 2 asaltos. Un mes más tarde expuso su título nacional voluntariamente ante José Luis Vicho en Palma de Mallorca y ganó por nocaut técnico en el primer asalto. Dos meses más tarde perdió por nocaut técnico en cinco asaltos ante Isidoro Cabeza, tras ser derribado en dos ocasiones, en el tercer combate entre ambos. Sin embargo, en declaraciones posteriores declaró que en el cuarto asalto se volvió a lesionar de una vieja lesión en el codo, por lo cual se tuvo que retirar. Después ganó a Francisco Moya a los puntos, sin disputar ningún título, lo mismo que ante Cabeza.
El 27 de septiembre, sin embargo, lo expuso otra vez ante el también cántabro Esteban Eguía, en la plaza de toros de Santander ante 7000 personas. Dominó los tres primeros asaltos y los últimos, en el cuarto y en el séptimo tuvo que ser atendido por el médico debido a problemas en el ojo izquierdo, y el combate fue declarado empate tras diez asaltos. En octubre, el campeón europeo, Castañón declaró que el único boxeador en Europa capaz de disputarle el título era Lastra, por lo cual se celebró otro combate con el título continental en juego. En esta ocasión se celebró en la tierra del campeón, en el Palacio de los Deportes de León el 29 de noviembre ante 6000 espectadores, y volvió a ganar el leonés por tercera vez, por nocaut técnico en 4 asaltos. Su siguiente combate fue una victoria ante Hector Molina el 23 de mayo de 1981 en Santander (su último combate profesional en Cantabria), a los puntos en ocho asaltos y en el cual no expuso el título nacional.

### Retiro
En su siguiente combate, en el Campo del Gas de Madrid, sí que lo expuso ante Emilio Barcala, y fue descalificado en el cuarto asalto, cuando ganaba a los puntos, debido a un cabezazo al aspirante por el que fue abucheado de camino a los vestuarios. Se anunció una revancha el 22 de agosto, pero finalmente no se celebró. En cambio peleó ante Charm Chiteule en Alemania, y fue derrotado por nocaut en dos asaltos. Después, el 18 de diciembre, volvió a pelear ante José Luis Vicho por el título nacional vacante, pero volvió a perder, en esta ocasión a los puntos tras diez asaltos. Volvió a pelear en dos ocasiones más, pero ambas fueron derrotas en el quinto asalto por nocaut técnico, ante Isidoro Cabeza y Amalio Galan. Tras el retiro tuvo varios homenajes y cenas, por ejemplo en noviembre de 1994 cuando se celebró en Sevilla la XXXI Convención del Consejo Mundial de Boxeo, y fue invitado junto a otros 40 excampeones del mundo y de Europa.
El 25 de febrero de 2024 se descubrió una estrella con su nombre en el paseo de la fama de Tetuán, ubicado en su municipio natal.

## Vida personal
Nació en Monte, una localidad del municipio de Santander, aunque se instaló tres meses después en la vecina población de Cueto, donde da nombre a un pabellón deportivo desde 2018. Su esposa se llama María Nieves, con la cual tuvo varios hijos, Silvia, Alberto y Cintia. Tras su retirada intentó sin éxito obtener una plaza como bombero municipal y finalmente tuvo que trabajar como peón de la construcción.